# Pervomaiske, Bilokurakîne
Pervomaiske (în ucraineană Первомайське) este un sat în comuna Hladkove din raionul Bilokurakîne, regiunea Luhansk, Ucraina.